# Ameiropsis minor
Ameiropsis minor är en kräftdjursart som beskrevs av Jakobi 1959. Ameiropsis minor ingår i släktet Ameiropsis och familjen Ameiridae. Arten är reproducerande i Sverige. Inga underarter finns listade i Catalogue of Life.